# Blandt Samfundets Fjender
Blandt Samfundets Fjender er en stumfilm fra 1916 instrueret af Robert Dinesen.